# Pausania (generale)
Pausania, figlio di Cleombroto, fratello minore di Leonida I (in greco antico: Παυσανίας?, Pausanías; Sparta, fra il 515 e il 510 a.C. – Sparta, fra il 471 a.C. e il 469 a.C.), è stato un militare spartano. 
Dopo la morte di suo zio Leonida (caduto nella battaglia delle Termopili), assunse la reggenza della polis a causa della minor età di Plistarco.

## Biografia

### La reggenza di Sparta
In realtà alla morte di Leonida divenne dapprima reggente, per la famiglia Agiade a Sparta, il padre di Pausania, Cleombroto (ultimo dei quattro fratelli figli del re Anassandrida II): la legge spartana infatti prevedeva che il reggente dovesse essere lo zio più anziano ancora in vita. Questi però morì pochi mesi dopo, mentre riportava a Sparta le truppe che presidiavano l'istmo di Corinto durante la costruzione del noto muro difensivo. Divenne così reggente il suo primogenito Pausania.

### Carriera militare
Nel 479 a.C. dopo la dura vittoria navale di Salamina ad opera dei Greci, Pausania fu il condottiero che, nella Battaglia di Platea in Beozia, sconfisse i Persiani guidati da Mardonio, il generale incaricato da Serse di sottomettere la Grecia. Messi in fuga i Persiani pose l'assedio a Tebe, costringendo l'assediata a deprecare l'appoggio dato a Serse.
Nella sua energica azione Pausania era probabilmente spinto anche dal desiderio e dalla necessità di vendicare la propria famiglia per l'uccisione dello zio Leonida I alle Termopili da parte dei Persiani e per questo probabilmente volle accanto a sé a Platea come comandante degli alleati un altro membro della famiglia, il cugino Eurianatte, figlio di Dorieo. Questo ruolo di vendicatore degli Spartani e degli Eraclidi (Leonida I e Pausania erano della famiglia reale Agiade, discendente da Eracle) testimoniato da Erodoto, era sicuramente riconosciuto a Pausania anche dai suoi concittadini ed alleati.
Per questo nel 478 a.C. verrà posto al comando della flotta ellenica sostituendo l'altro re, l'europontide Leotichida, anche se questi era stato il vincitore della battaglia di capo Micale. Con questo incarico libererà le città greche a Cipro e Bisanzio, indebolendo la potenza navale persiana nell'Egeo. Ma il rapporto fra gli Ioni, ora liberi dai Persiani e vicini agli Ateniesi, e gli Spartani che avevano il comando non durò a lungo. Pausania fu accusato dagli alleati di comportamenti tirannici e di aver assunto atteggiamenti simili a quelli di un principe orientale e si insinuò anche di presunti contatti con i Persiani. Fu richiamato in patria e subì un processo e venne condannato solo per le offese commesse sul piano privato contro alcune persone, ma delle accuse più gravi fu assolto. I confederati lo sostituirono comunque con lo stratega ateniese Cimone al comando della coalizione greca. Anche quando gli spartani inviarono il generale Dorcide ed altri comandanti per sostituire Pausania i confederati si rifiutarono di ceder loro il comando generale. Sparta colse l'occasione per ritirarsi dal conflitto.
A Pausania non furono più affidati incarichi fuori da Sparta, ma egli, con una trireme di Ermione, tornò nell'Ellesponto, senza l'approvazione degli Spartani (rinunciando così alla reggenza che fu assunta dal fratello Nicomede) per proseguire come privato la guerra contro la Persia. Conquisterà Bisanzio, da cui però fu scacciato dalla flotta confederata agli ordini di Cimone nel 471 a.C. e si ritirerà a Colone nella Troade. Fu di nuovo richiamato a Sparta (circa 471-469 a.C.) su segnalazione degli alleati e fu accusato di preparare un colpo di stato con l'aiuto degli Iloti e contro l'eforato, ma anche da queste accuse fu assolto.
Gli efori però continuarono a sorvegliarlo e ad indagare su di lui finché un suo amico, Argilio, non mostrò loro un carteggio fra Pausania ed il Gran Re di Persia, Serse. Pausania fu così condannato a morte per medismo, ma un'attenta analisi storiografica moderna sulle prove di accusa - riferite da Tucidide - pone gravi dubbi sulla loro autenticità.

### Tucidide e le lettere di Pausania
I passi di Tucidide in cui si fa riferimento alle lettere di Pausania a Serse (Tucidide, La guerra del Peloponneso, I, 128-129 e 132-133) pongono due problemi. Il primo, da tempo affrontato dalla ricerca storiografica, è quello della loro autenticità o meno; il secondo, che discende dal primo, è il perché, se le si considera false, Tucidide abbia a loro dedicato una così ampia citazione.
Sul primo punto esiste già una tradizione storiografica che ritiene che si tratti di falsi. Già false le aveva considerate il prof. H. Reuther nel 1902 nel suo saggio sull'argomento (Pausanias, Sohn des Kleombrotos, Führer der Griechen, in den Kämpfen gegen die Persen von der Schlacht bei Platää bis zur Eroberung von Bysanz), ma la prima discussione approfondita verrà pubblicata nel 1916 dal prof. K.J. Beloch in Griechische Geschichte, da questa data in poi numerosi altri studiosi hanno affrontato il problema portando nuove considerazioni in favore della falsità delle lettere. Alcuni di questi argomenti possono essere così schematicamente riassunti.
1. Pausania non avrebbe avuto il tempo di spedire le lettere e ricevere risposta nel breve tempo trascorso dalla sua cacciata da Bisanzio.
2. Argilo afferma di essersi convinto a denunciare Pausania dopo aver letto nella lettera a lui affidata (che aveva segretamente aperto) che il latore della lettera doveva venir soppresso come gli altri in precedenza mentre questi erano in realtà ancora vivi.
3. È improbabile che Pausania da una parte fosse così crudelmente prudente da raccomandare ai Persiani di sopprimere i suoi amici incaricati di portare le missive mentre dall'altra fosse così imprudente da conservarne copia presso di sé.
4. Il contenuto della lettera di Pausania a Serse ha contenuti e forma poco verosimili.
5. Erodoto racconta una storia un poco diversa ed esprime alcuni dubbi. Non sarebbe ovviamente possibile, in queste poche righe, neanche tentare di riassumere un argomento ancora così controverso e complesso; giova tuttavia ricordarne l'esistenza a chi legge[6].

Se complesso e controverso è il primo interrogativo molto di più lo è il secondo: perché Tucidide ha pubblicato le lettere? Non ha avuto dubbi sulla loro autenticità? Se stava riportando notizie fornitegli da fonte spartana che riteneva affidabile perché non ha comunque sottoposto il materiale a quell'analisi critica ed approfondita che indica come suo metodo di lavoro?
Tucidide non può essere l'autore dei falsi, anche se non si può dimostrare che le abbia ricevute da altre fonti.
Per legittimare il processo a Pausania e fermare eventuali insurrezioni , coloro che avevano condannato Pausania accusarono Temistocle di alto tradimento. A causa del suo tentativo di instaurare una politica di pace con la Persia, Temistocle attirò su di se l'ira degli avversari politici. Quando capì di essere sul punto di essere condannato come Pausania, fuggì facendo perdere le sue tracce.

### Decesso e discendenza
Pausania, per salvarsi dalla pena capitale, si rifugiò nel tempio d'Atena Calcieca come supplice. Non potendolo arrestare nel tempio gli efori ordinarono di sigillarne le porte. Pausania, l'eroe di Platea, morì così di fame e di sete. Per avvalorare la fondatezza dell'accusa di tradimento mossagli, furono rese pubbliche, dopo la morte, una lettera a lui spedita dal re di Persia e la sua risposta.
Il figlio di Pausania Plistoanatte diverrà poi re dopo Plistarco e così pure il nipote omonimo Pausania.

## La figura di Pausania nella storia
- Pausania l'eroe che si fece corrompere.

Tucidide ed Erodoto hanno descritto Pausania come un eroe che si lasciò corrompere dalla sete di gloria fino a tramare contro la patria che aveva così valentemente difeso. Erodoto racconta che Sparta fu da allora ancora più restia ad inviare i propri guerrieri lontano per paura "che venissero corrotti come accadde a Pausania". La Storiografia romana riprende questa interpretazione e fa di Pausania l'esempio di come possa divenire empio l'animo di un uomo che si allontana dalle tradizioni della sua patria. Cornelio Nepote nel noto brano spesso tradotto nelle nostre scuole aggiunge il particolare della madre che fu la prima a correre per murare il figlio vivo nel tempio: chi si allontana dalle patrie tradizioni non merita neppure l'amore materno.
Da una lettura critica dei testi però si possono dedurre altre interpretazioni della figura di Pausania ed accanto all'eroe che si fece corrompere possiamo vedere il politico lungimirante e spregiudicato e/o il guerriero impegnato a salvaguardare l'onore della sua famiglia.
- Pausania il politico lungimirante e spregiudicato.

Pausania e l'ateniese Temistocle condividono una sorte gloriosa e tragica in questo periodo della storia greca. Vengono spesso accomunati nella critica storiografica come personaggi con un progetto politico ampio e troppo complesso per il loro tempo e troppo intraprendenti per non suscitare l'invidia ed il sospetto dei loro concittadini cosa che fu la causa della loro rovina. Per quanto riguarda Temistocle anche attraverso i resoconti non benevoli di Tucidide ed Erodoto non è difficile scorgere un progetto politico che intendeva fare di Atene una potenza internazionale basata sul controllo del mare. Riguardo a Pausania i dati disponibili sono basati soprattutto sul racconto, fortemente critico, di Tucidide, ma dagli spunti tratti dai passi citati di Erodoto è possibile un'analisi diversa.
- Pausania l'eroe che difendeva l'onore degli Agìadi.

Pausania era nipote del re Cleomene I che aveva distrutto la potenza argiva ed aveva fatto di Sparta la potenza egemone del Peloponneso rafforzando l'omonima lega e che aveva scacciato i tiranni da molte città greche, fra cui Atene, era nipote anche del generale Dorieo che si era coperto di gloria combattendo in Africa ed in Magna Grecia ed era nipote di Leonida I l'eroe delle Termopili; sicuramente prese molto seriamente il compito di vendicare la propria famiglia nei confronti della Persia, compito che, nella Grecia del tempo, era non solo un suo diritto riconosciuto (aveva avuto l'autorizzazione di Sparta) ma anche un dovere con valenze religiose.
Molti degli atteggiamenti che vengono contestati a Pausania ed usati per le accuse di medismo nei suoi confronti, possono essere interpretati sotto questa luce. Il suo declino inizierà quando gli interessi di Sparta non coincideranno più con il suo compito di vendicatore degli Eraclidi ed egli verrà lasciato solo (rinuncerà addirittura alla reggenza per tornare in Ellesponto a combattere). La politica spartana poi entrerà addirittura in conflitto con l'azione di Pausania che verrà prima contrastato (gli Ateniesi lo scacceranno da Bisanzio con il consenso di Sparta ed egli si ritirerà, probabilmente amareggiato, a Colone) e poi condannato e così quelle azioni che avrebbero dovuto procuragli una gloria tale da porlo a fianco dei suoi illustri avi nel ricordo dei suoi concittadini, lo portarono in realtà alla rovina (vedi su questo l'articolo citato in bibliografia di Massimo Nanfissi). Bisogna però ricordare che i tempi erano cambiati, l'eforato aveva acquistato potere e certo non vedeva di buon occhio questa famiglia reale, gli Agiadi, troppo gloriosa, potente e spregiudicata e difatti negli anni a venire terranno i monarchi da essa provenienti sotto un rigido controllo. Pausania pagò anche per questo ma nella sua famiglia continuerà ad essere ricordato con rispetto, tanto che suo nipote diverrà re con il nome di Pausania e, al termine della guerra del Peloponneso, arriverà a proporre l'abolizione dell'eforato.
Vedi anche la pagina sulla storia della famiglia dei re Agiadi spartani tra il 550 ed 370 a.C.